# オ・ロサル

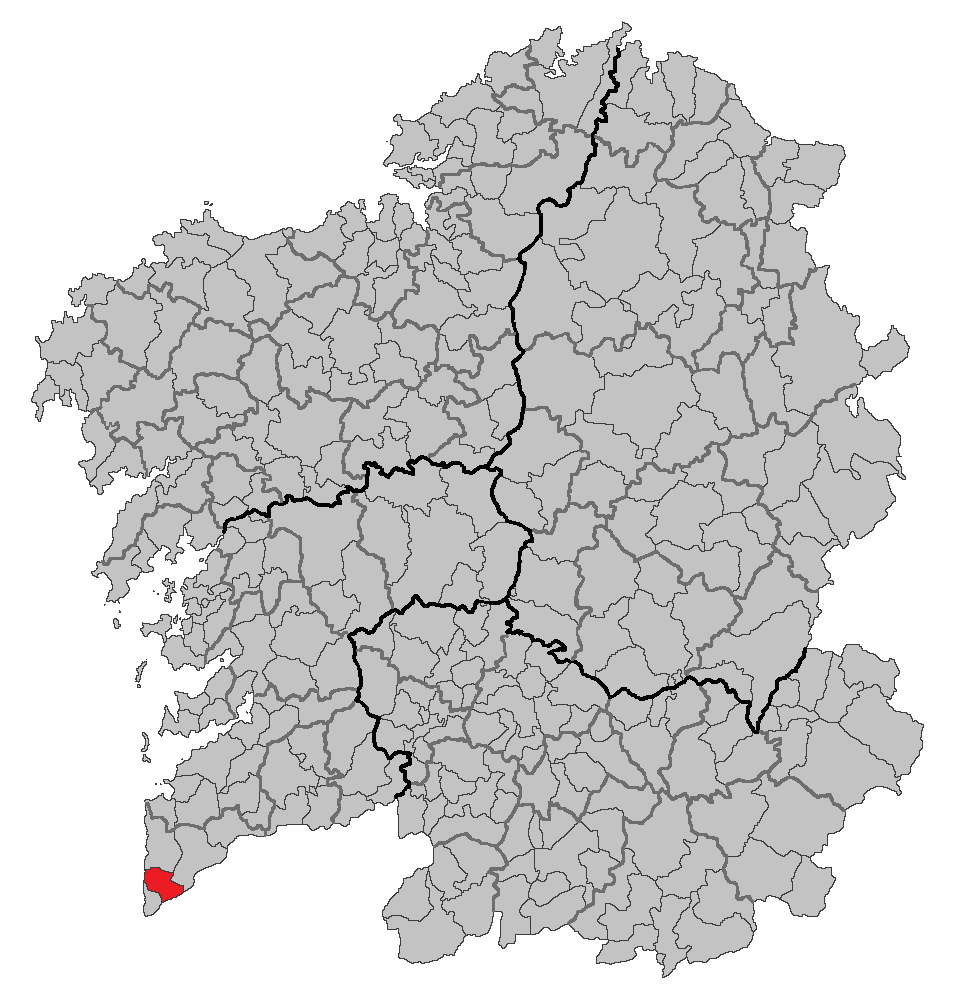

オ・ロサル（O Rosal）は、スペイン、ガリシア州、ポンテベドラ県の自治体、コマルカ・ド・バイショ・ミーニョに属する。スペイン国立統計局によると、2010年の人口は6,595人（2009年：6,570人）である。カスティーリャ語による表記はEl Rosal。
ガリシア語話者の自治体住民に占める割合は96.21％（2001年）。

## 地理
オ・ロサルはポンテベドラ県の南西部、ミーニョ川の河口岸に位置し、コマルカ・ド・バイショ・ミーニョに属する。隣接する自治体は、北がオイア、南がア・グアルダ、東がトミーニョと、そしてミーニョ川の対岸はポルトガルである。自治体の中心地区はオ･ロサル教区のオ・カルバリオ地区である。

### 人口
| オ・ロサルの人口推移 1900－2010                         |
|                                                         |
| 出典:INE（スペイン国立統計局）1900年 - 1991年、1996年 - |

## 歴史
中世にはシトー修道会のサンタ・マリーア・デ・オイア修道院（Mosteiro de Santa María de Oia）の所領であった。
1847年にア・グアルダから分離し、自治体オ・ロサルが創設された。1879年には、時の国王アルフォンソ12世より、vilaの称号を受けた。

## 経済
オ・ロサルの経済活動は基本的に、農業、林業、牧畜業に依拠しており、その他には沿岸漁業がある。また、この地区産のワインはD.O.リアス･バイシャスとして、知られる。

## 政治
自治体首長はガリシア国民党（PPdeG）のヘスス・マリーア・フェルナンデス・ポルテーラ（Jesús María Fernández Portela）、自治体評議員は、ガリシア国民党：9、ガリシア社会党（PSdeG-PSOE）：3、ガリシア民族主義ブロック（BNG）：1となっている（2007年の自治体選挙の結果、得票順）。 

## 史跡・名所
- フォロン川とピコン川の水車群（Muíños do Folón e do Picón） - フォロン川とピコン川には18世紀建造の36基もの水車が連なっている。これらの水車は修復されており、稼働可である

## 教区
オ・ロサルは4の教区に分けられる。太字は自治体中心地区のある教区。
- アス・エイラス（サン・バルトロメウ）
- オ・ロサル（サンタ・マリーア）
- サン・ミゲル・デ・タバゴン（サン・ミゲル）
- タバゴン（サン・ショアン）